# Saint-Girons-en-Béarn
Pour les articles homonymes, voir Saint-Girons.
Saint-Girons-en-Béarn (en béarnais Sent-Guironç ou Sén-Guiroûs) est une commune française, située dans le département des Pyrénées-Atlantiques en région Nouvelle-Aquitaine.
Son ancienne dénomination est Saint-Girons. Elle prend son nom actuel en juillet 2006 (décret 2006-808 du 7 juillet 2006).

## Géographie

### Localisation
La commune de Saint-Girons-en-Béarn se trouve dans le département des Pyrénées-Atlantiques, en région Nouvelle-Aquitaine.
Elle se situe à 58 km par la route de Pau, préfecture du département, et à 11 km d'Orthez, bureau centralisateur du canton d'Orthez et Terres des Gaves et du Sel dont dépend la commune depuis 2015 pour les élections départementales.
La commune fait en outre partie du bassin de vie d'Orthez.
Les communes les plus proches sont : 
Tilh (2,4 km), Saint-Boès (3,6 km), Arsague (4,0 km), Ossages (4,1 km), Baigts-de-Béarn (4,7 km), Mouscardès (5,1 km), Bonnut (5,2 km), Bérenx (6,1 km).
Sur le plan historique et culturel, Saint-Girons-en-Béarn fait partie de la province du Béarn, qui fut également un État et qui présente une unité historique et culturelle à laquelle s’oppose une diversité frappante de paysages au relief tourmenté.

### Communes limitrophes
Les communes limitrophes sont  Baigts-de-Béarn, Bonnut, Ossages, Saint-Boès et Tilh.
|                  | Tilh (Landes)         |            |
| Ossages (Landes) | Saint-Girons-en-Béarn | Bonnut     |
|                  | Baigts-de-Béarn       | Saint-Boès |

### Hydrographie

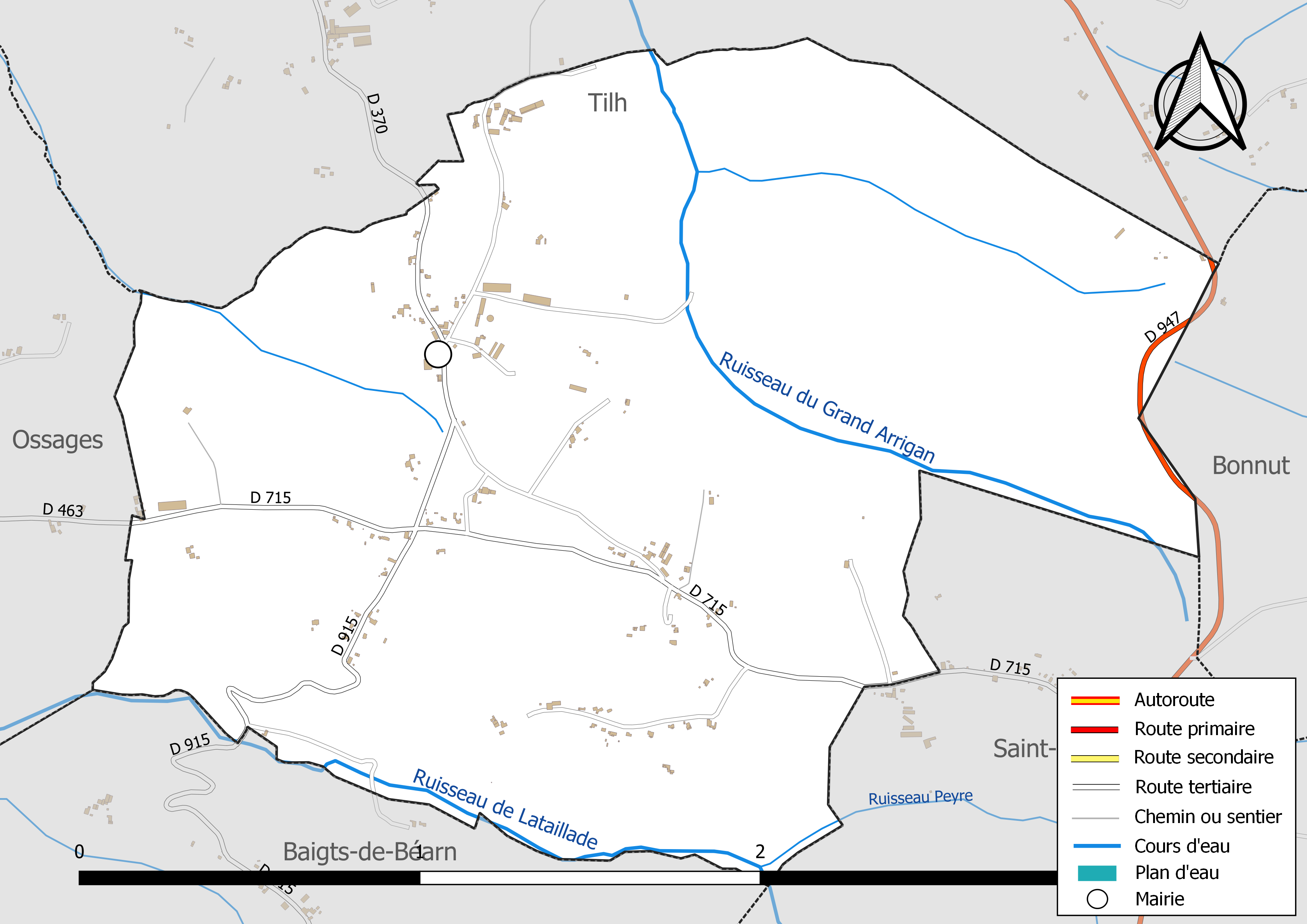
Réseaux hydrographique et routier de Saint-Girons-en-Béarn.

La commune est drainée par le Lataillade, le Grand Arrigan, le ruisseau Peyre et par divers petits cours d'eau, constituant un réseau hydrographique de 7 km de longueur totale,.
Le Lataillade, d'une longueur totale de 13,7 km, prend sa source dans la commune de Saint-Boès et s'écoule d'est en ouest. Il traverse la commune et se jette dans le gave de Pau à Puyoô, après avoir traversé 7 communes.
Le Grand Arrigan, d'une longueur totale de 23,5 km, prend sa source dans la commune de Saint-Boès et s'écoule du sud-est vers le nord-ouest. Il traverse la commune et se jette dans le Luy à Mimbaste, après avoir traversé 10 communes.

### Climat
Pour des articles plus généraux, voir Climat de la Nouvelle-Aquitaine et Climat des Pyrénées-Atlantiques.
Historiquement, la commune est exposée à un micro climat océanique basque.  
En 2020, Météo-France publie une typologie des climats de la France métropolitaine dans laquelle la commune est dans une zone de transition entre le climat océanique et le climat de montagne et est dans la région climatique Pyrénées atlantiques, caractérisée par une pluviométrie élevée (>1 200 mm/an) en toutes saisons, des hivers très doux (7,5 °C en plaine) et des vents faibles.
Pour la période 1971-2000, la température annuelle moyenne est de 13,2 °C, avec une amplitude thermique annuelle de 14,1 °C. Le cumul annuel moyen de précipitations est de 1 229 mm, avec 12,5 jours de précipitations en janvier et 7,8 jours en juillet. Pour la période 1991-2020, la température moyenne annuelle observée sur la station météorologique la plus proche, située sur la commune d'Orthez à 9 km à vol d'oiseau, est de 14,1 °C et le cumul annuel moyen de précipitations est de 1 211,5 mm,. Pour l'avenir, les paramètres climatiques de la commune estimés pour 2050 selon différents scénarios d’émission de gaz à effet de serre sont consultables sur un site dédié publié par Météo-France en novembre 2022.

### Milieux naturels et biodiversité

#### Réseau Natura 2000
Le réseau Natura 2000 est un réseau écologique européen de sites naturels d'intérêt écologique élaboré à partir des Directives « Habitats » et « Oiseaux », constitué de zones spéciales de conservation (ZSC) et de zones de protection spéciale (ZPS).
Un site Natura 2000 a été défini sur la commune au titre de la « directive Habitats » : le « gave de Pau », d'une superficie de 8 194 ha, un vaste réseau hydrographique avec un système de saligues encore vivace,.

## Urbanisme

### Typologie
Au 1er janvier 2024, Saint-Girons-en-Béarn est catégorisée commune rurale à habitat très dispersé, selon la nouvelle grille communale de densité à sept niveaux définie par l'Insee en 2022.
Elle est située hors unité urbaine. Par ailleurs la commune fait partie de l'aire d'attraction d'Orthez, dont elle est une commune de la couronne,. Cette aire, qui regroupe 26 communes, est catégorisée dans les aires de moins de 50 000 habitants,.

### Occupation des sols

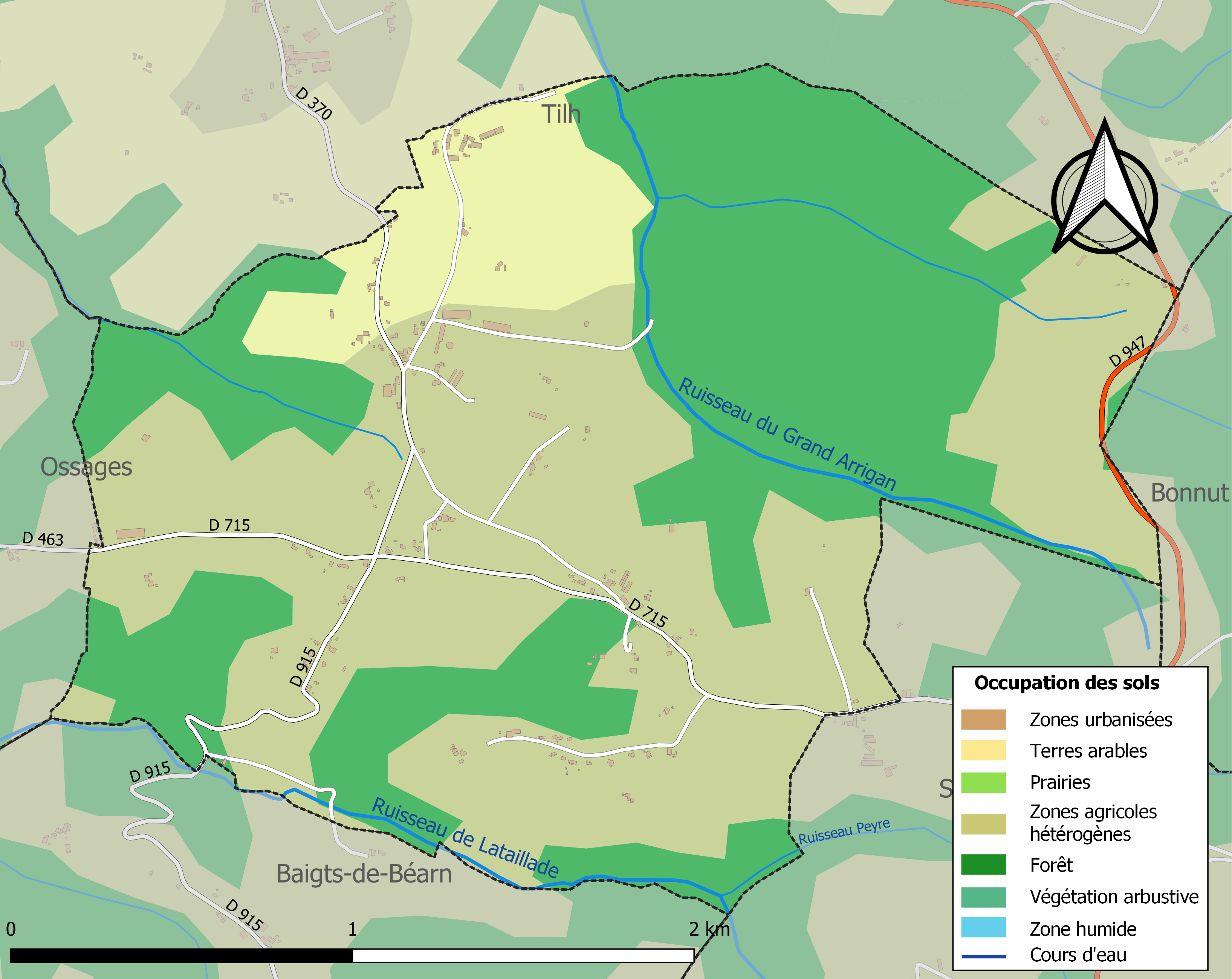
Carte des infrastructures et de l'occupation des sols de la commune en 2018 (CLC).

L'occupation des sols de la commune, telle qu'elle ressort de la base de données européenne d’occupation biophysique des sols Corine Land Cover (CLC), est marquée par l'importance des territoires agricoles (58,5 % en 2018), en augmentation par rapport à 1990 (56,3 %). La répartition détaillée en 2018 est la suivante : 
zones agricoles hétérogènes (49,4 %), forêts (41,5 %), terres arables (9,1 %). L'évolution de l’occupation des sols de la commune et de ses infrastructures peut être observée sur les différentes représentations cartographiques du territoire : la carte de Cassini (XVIIIe siècle), la carte d'état-major (1820-1866) et les cartes ou photos aériennes de l'IGN pour la période actuelle (1950 à aujourd'hui).

### Risques majeurs
Le territoire de la commune de Saint-Girons-en-Béarn est vulnérable à différents aléas naturels : météorologiques (tempête, orage, neige, grand froid, canicule ou sécheresse) et séisme (sismicité modérée). Un site publié par le BRGM permet d'évaluer simplement et rapidement les risques d'un bien localisé soit par son adresse soit par le numéro de sa parcelle.

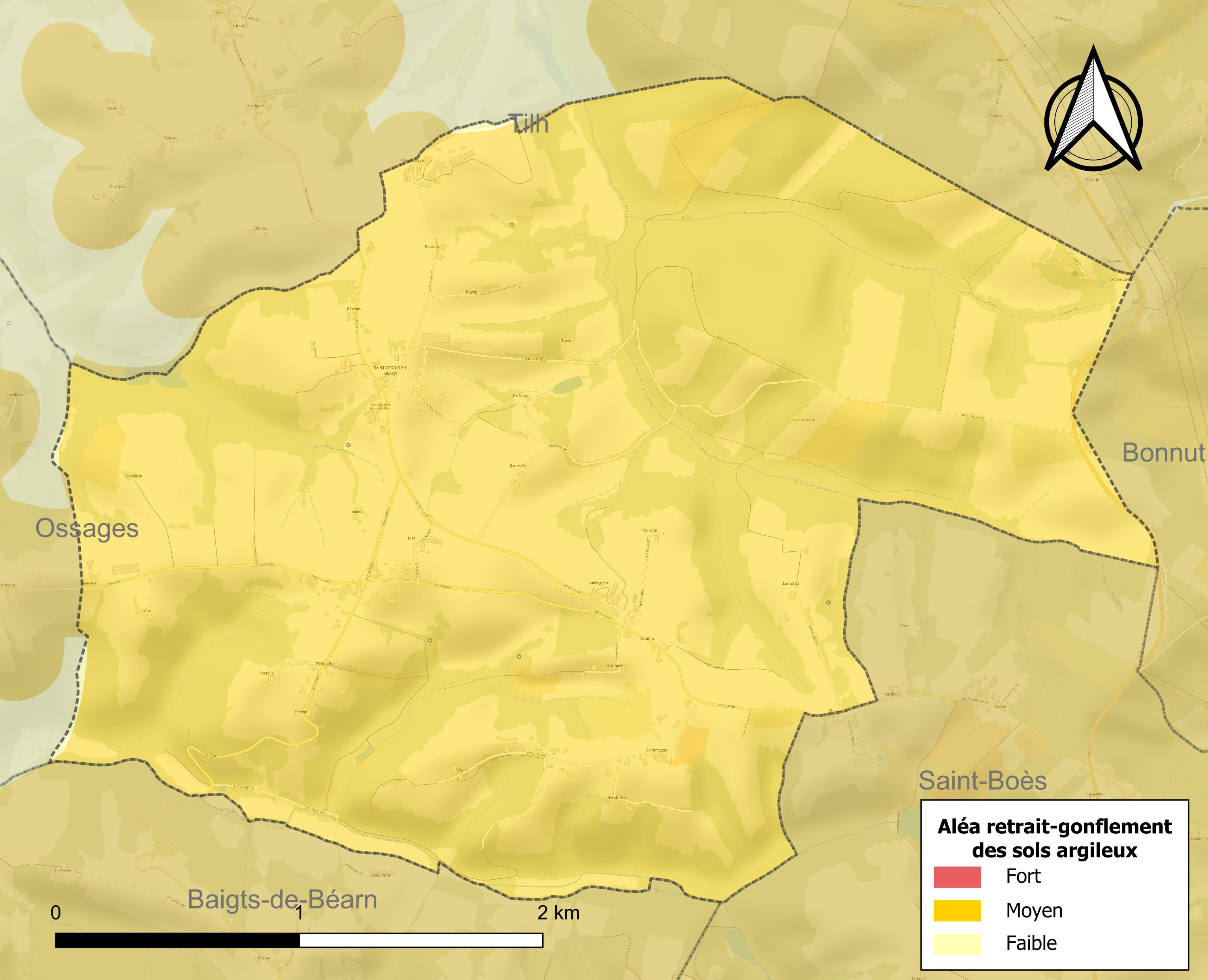
Carte des zones d'aléa retrait-gonflement des sols argileux de Saint-Girons-en-Béarn.

Le retrait-gonflement des sols argileux est susceptible d'engendrer des dommages importants aux bâtiments en cas d’alternance de périodes de sécheresse et de pluie. 99,8 % de la superficie communale est en aléa moyen ou fort (59 % au niveau départemental et 48,5 % au niveau national). Depuis le 1er octobre 2020, en application de la loi ELAN, différentes contraintes s'imposent aux vendeurs, maîtres d'ouvrages ou constructeurs de biens situés dans une zone classée en aléa moyen ou fort,.
La commune a été reconnue en état de catastrophe naturelle au titre des dommages causés par les inondations et coulées de boue survenues en 1982, 1983 et 2009, par la sécheresse en 2011 et par des mouvements de terrain en 1983.

## Toponymie
Le toponyme Saint-Girons-en-Béarn apparaît sous les formes Sanctus-Gerontius (1101, cartulaire de Lescar),Sanctus Gerontius de Lefosse (vers 1170, cartulaire de Dax), Sent-Girons (1322, cartulaire d'Orthez), Sent-Gerontz (1404, titres de Herrère), Sanctz-Guyrontz et Saint-Guirons (respectivement 1546 et 1675, réformation de Béarn), Saint-Girons (1863, dictionnaire topographique Béarn-Pays basque).Saint Girons est un saint martyr à Hagetmau au IVe siècle où l'on peut voir sa crypte.La localité porte le nom du saint évangélisateur de la Chalosse (Saint Géronce), transcrit en français standard sous la forme de Saint-Girons.Son nom béarnais est Sent-Guironç.
Son nom béarnais est Sent-Guirons ou Sén-Guiroûs.

## Histoire
Le nom gascon est Guirons selon des textes du XVe siècle. Saint Girons est un saint martyr à Hagetmau au IVe siècle où l'on peut voir sa crypte. La localité porte le nom du saint évangélisateur de la Chalosse (Saint Géronce), transcrit en français standard sous la forme de Saint-Girons. L'église portait la dédicace de saint Girons jusqu'en 1830. Actuellement elle est dédiée à saint Matthieu, dont la fête se célèbre le 21 septembre. C’est pourquoi le deuxième week-end de septembre, les Saint-Gironais rassemblent autour d’eux les voisins de près et de loin pour ces festivités.
L'histoire de ce petit village est celui d'un village regardant à la fois le Béarn et la Chalosse. Il est déjà mentionné par Marca en 1101. Son intérêt était surtout d'être une étape des itinéraires de crête, dont la route de Dax par Tilh. Un lieu-dit Castérou, (casteron signifiant châtelet) près de ce chemin est le seul témoin d’une petite fortiﬁcation aujourd'hui totalement disparue.
La carte Cassini du XVIIIe siècle localise des moulins le long du ruisseau Lataillade. Une tuilerie y est mentionnée, liée très certainement à la présence d’un lit d’argile bien visible aujourd’hui, du bois comme énergie thermique et de l’eau comme force motrice.
Aucun fait dramatique n'a marqué l'histoire du village, sinon qu’il fut aux premières loges de la bataille d’Orthez, le 27 février 1814. Les troupes françaises du Maréchal Soult positionnées sur la ligne de crête d’Orthez à Saint-Boès ne peuvent stopper les armées anglo-espagnoles de Wellington malgré leur résistance héroïque autour de l’église de Saint-Boès. L’arrière garde anglaise traverse le gave à Peyrehorade, arrive à la fin de la bataille par Ossages, en traversant Saint-Girons d’où ils poursuivent les troupes napoléoniennes vers Bonnut et Sallespises.
En 1822, l’église alors accolée au cimetière en contrebas du coteau, est démontée et remontée au sommet du coteau où elle est érigée aujourd’hui. Le mur du cimetière a gardé la forme arrondie de l’ancien chœur.
Au XIXe siècle, des sources sulfureuses ferrugineuses aux couleurs rouilles sont mises en exploitation. Elles ont la faveur des curistes jusque dans les années 1960. Leur spécialité est la guérison des ecchymoses, « las tumadas » en béarnais. Les téméraires écarteurs landais savaient y trouver soulagement. Ces bains, où l’on venait aussi boire un coup, jouer aux cartes et partager un moment, sont aujourd'hui une propriété privée.

## Politique et administration
| Période                                  | Période  | Identité                 | Étiquette | Qualité     |
| ---------------------------------------- | -------- | ------------------------ | --------- | ----------- |
| 1793                                     | 1795     | Jacques Lasserre         |           |             |
| 1795                                     | 1797     | Jean Tastet              |           |             |
| 1797                                     | 1799     | Jean Ducasse             |           |             |
| 1799                                     | 1799     | Philibert Miloua         |           |             |
| 1800                                     | 1835     | Philibert Puyoo          |           |             |
| 1835                                     | 1846     | Jean Hauret Seigne       |           |             |
| 1847                                     | 1847     | Joseph Bourretère        |           |             |
| 1848                                     | 1851     | Jean Hontarrède          |           |             |
| 1852                                     | 1863     | Joseph Bourretère Tastet |           |             |
| 1864                                     | 1870     | Robert Testevin          |           |             |
| 1870                                     | 1875     | François Ducasse         |           |             |
| 1875                                     | 1876     | Victor Bourretère        |           |             |
| 1876                                     | 1896     | Pierre Pourtau           |           |             |
| 1896                                     | 1902     | Jean Guichemerre         |           |             |
| 1902                                     | 1933     | Jean Lafargue            |           |             |
| 1933                                     | 1959     | Jean Guichemerre         |           |             |
| 1959                                     | 1983     | Georges Pétriat          |           | Instituteur |
| 1983                                     | 1994     | André Taillefer          |           |             |
| 1994                                     | 1995     | Albert Duvignau          |           |             |
| 1995                                     | En cours | Pierre Lafargue          |           | Agriculteur |
| Les données manquantes sont à compléter. |          |                          |           |             |

### Intercommunalité
La commune fait partie de trois structures intercommunales :
- la communauté de communes de Lacq-Orthez ;
- le syndicat eau et assainissement des Trois Cantons ;
- le syndicat d'énergie des Pyrénées-Atlantiques.

## Population et société

### Démographie
L'évolution du nombre d'habitants est connue à travers les recensements de la population effectués dans la commune depuis 1793. Pour les communes de moins de 10 000 habitants, une enquête de recensement portant sur toute la population est réalisée tous les cinq ans, les populations de référence des années intermédiaires étant quant à elles estimées par interpolation ou extrapolation. Pour la commune, le premier recensement exhaustif entrant dans le cadre du nouveau dispositif a été réalisé en 2007.

En 2022, la commune comptait 179 habitants, en évolution de +11,18 % par rapport à 2016 (Pyrénées-Atlantiques : +3,78 %, France hors Mayotte : +2,11 %).
| 1793 | 1800 | 1806 | 1821 | 1831 | 1836 | 1841 | 1846 | 1851 |
| ---- | ---- | ---- | ---- | ---- | ---- | ---- | ---- | ---- |
| 268  | 282  | 245  | 277  | 306  | 304  | 291  | 304  | 280  |

| 1856 | 1861 | 1866 | 1872 | 1876 | 1881 | 1886 | 1891 | 1896 |
| ---- | ---- | ---- | ---- | ---- | ---- | ---- | ---- | ---- |
| 267  | 242  | 221  | 223  | 224  | 230  | 231  | 236  | 244  |

| 1901 | 1906 | 1911 | 1921 | 1926 | 1931 | 1936 | 1946 | 1954 |
| ---- | ---- | ---- | ---- | ---- | ---- | ---- | ---- | ---- |
| 240  | 223  | 212  | 534  | 540  | 544  | 173  | 189  | 187  |

| 1962 | 1968 | 1975 | 1982 | 1990 | 1999 | 2006 | 2007 | 2012 |
| ---- | ---- | ---- | ---- | ---- | ---- | ---- | ---- | ---- |
| 166  | 153  | 155  | 164  | 151  | 132  | 152  | 155  | 160  |

| 2017 | 2022 | - | - | - | - | - | - | - |
| ---- | ---- | - | - | - | - | - | - | - |
| 157  | 179  | - | - | - | - | - | - | - |

## Économie

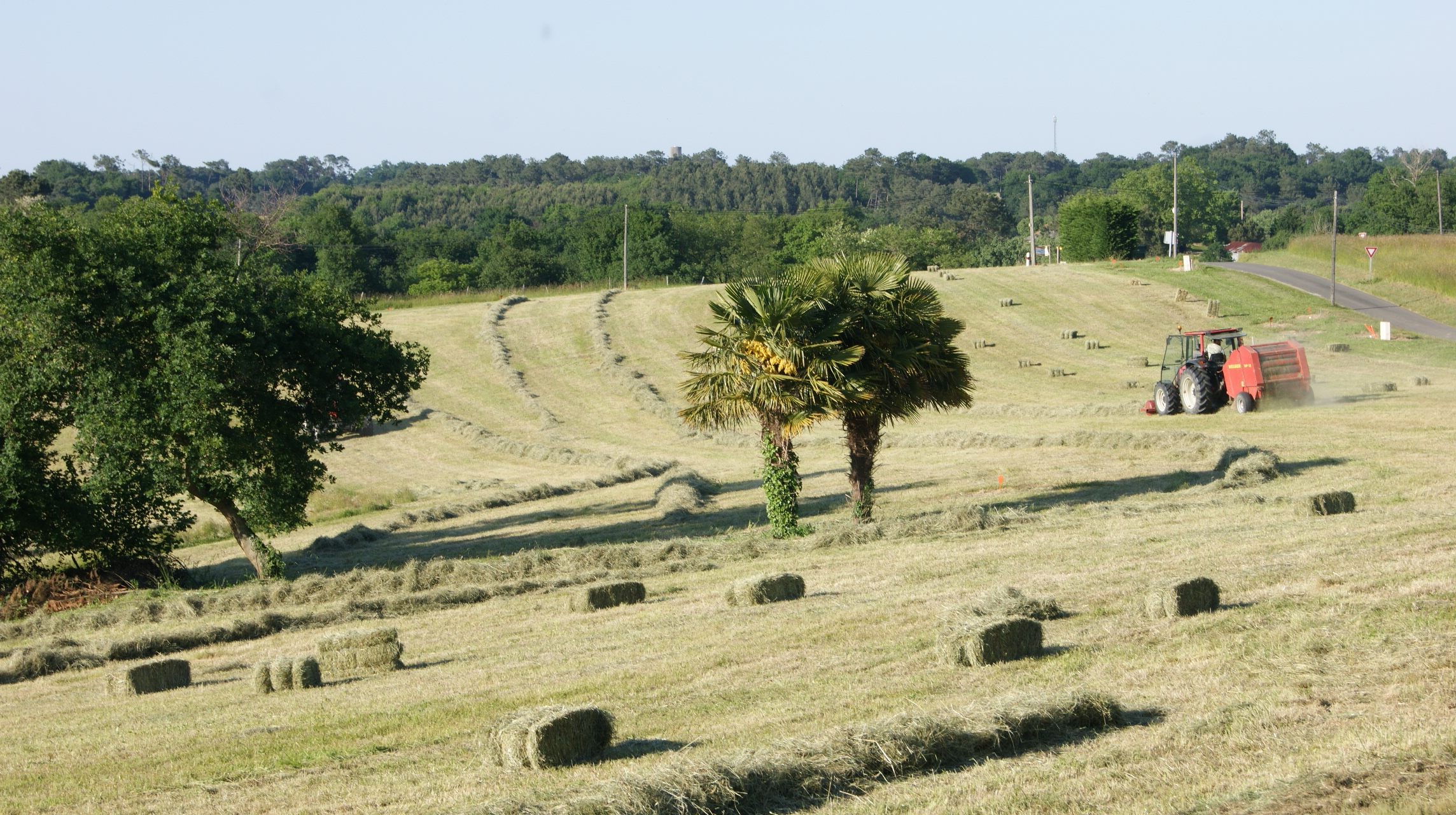
St-Girons en Béarn, fenaison.

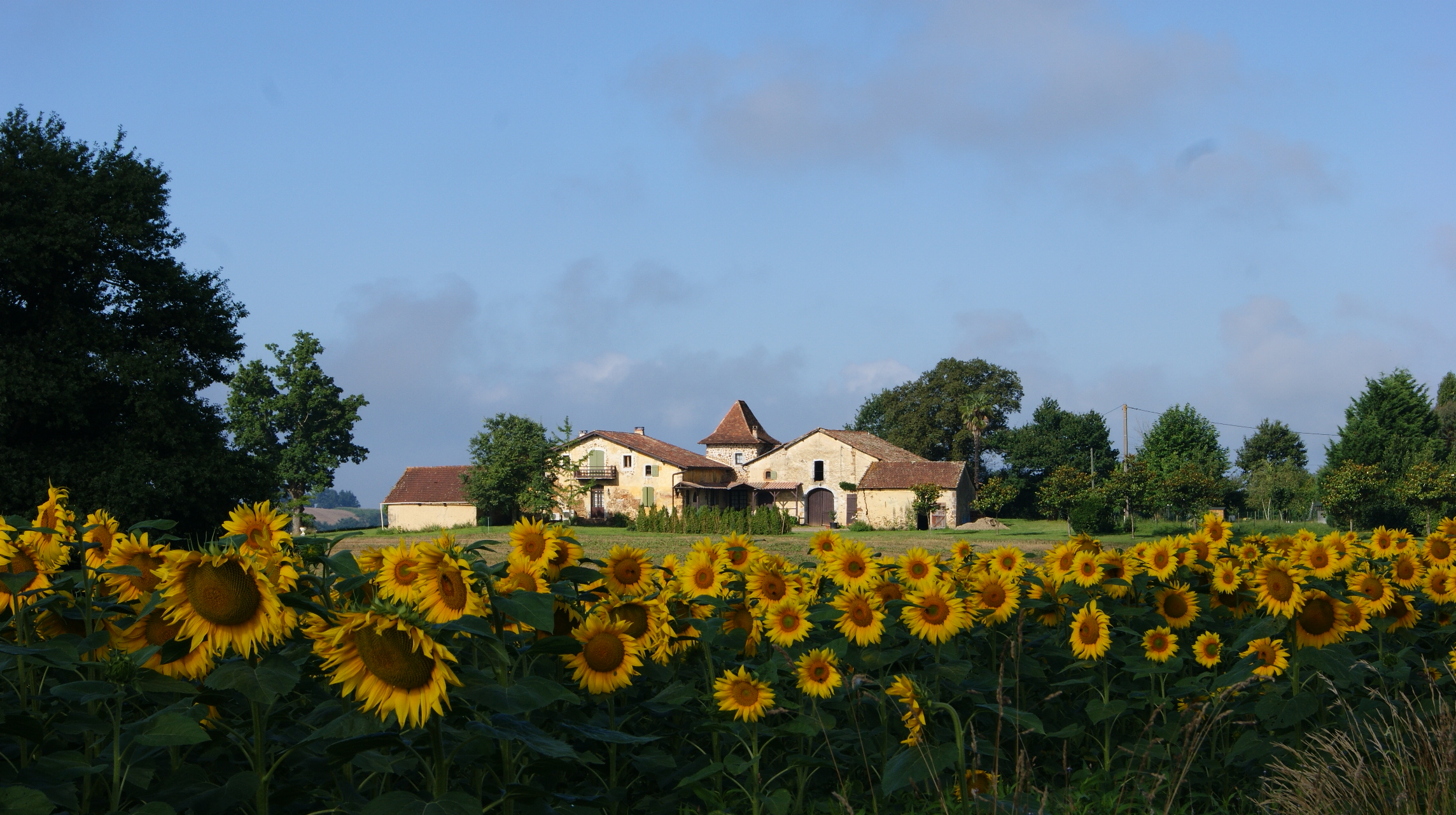
St-Girons en Béarn, culture du tournesol.

L'activité est tournée essentiellement vers l'agriculture (élevage, polyculture).

## Culture locale et patrimoine

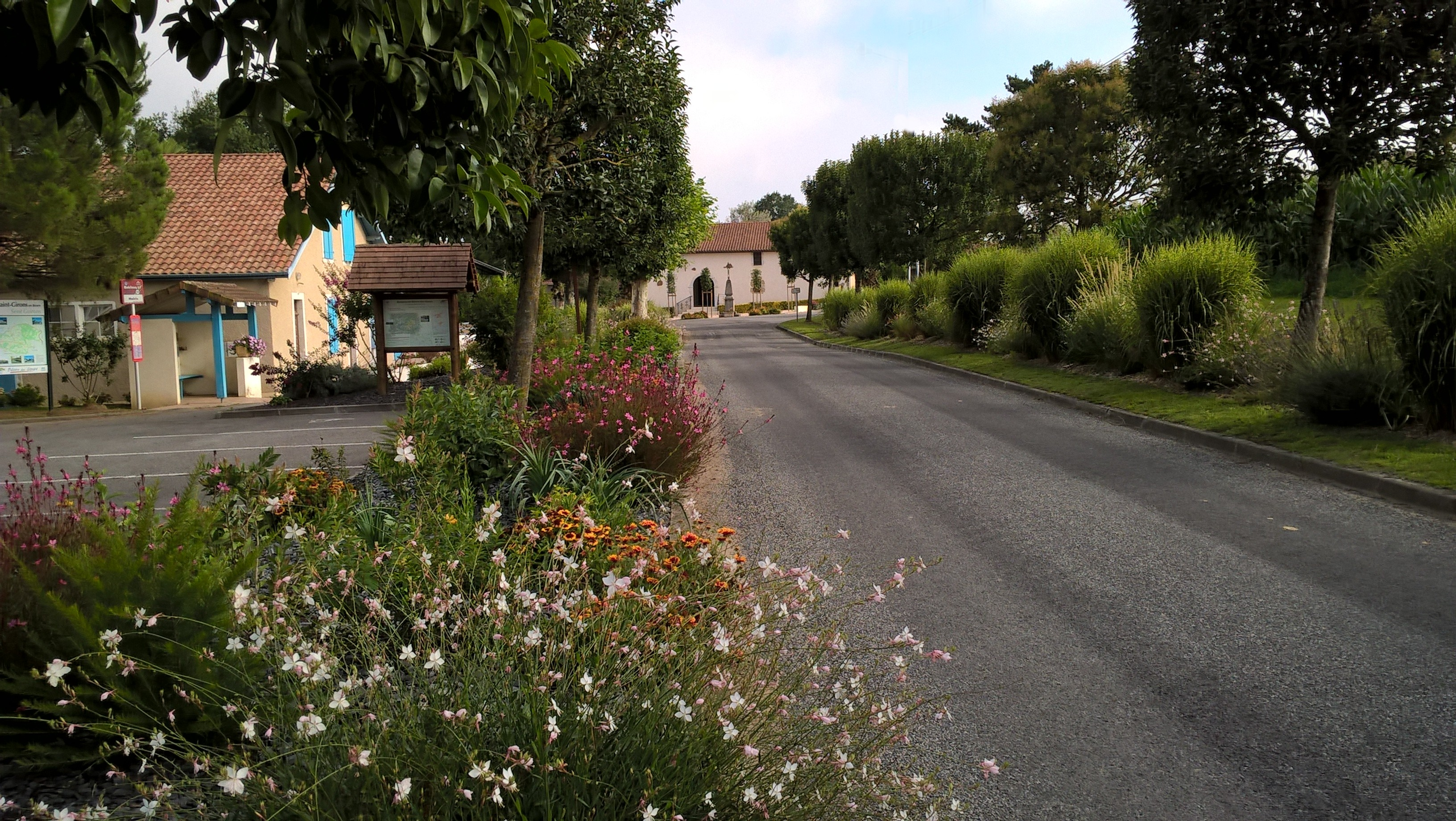
Bourg de St-Girons en Béarn, place de la mairie.

Patrimoine linguistique et culturel : parler local (en voie de disparition) appartenant au groupe du gascon (langue d'oc), sous-groupe béarnais, en zone de transition des parlers landais ("lou nouste patuès").
Fête annuelle en l'honneur de saint Matthieu (le 21 septembre).

### Patrimoine civil

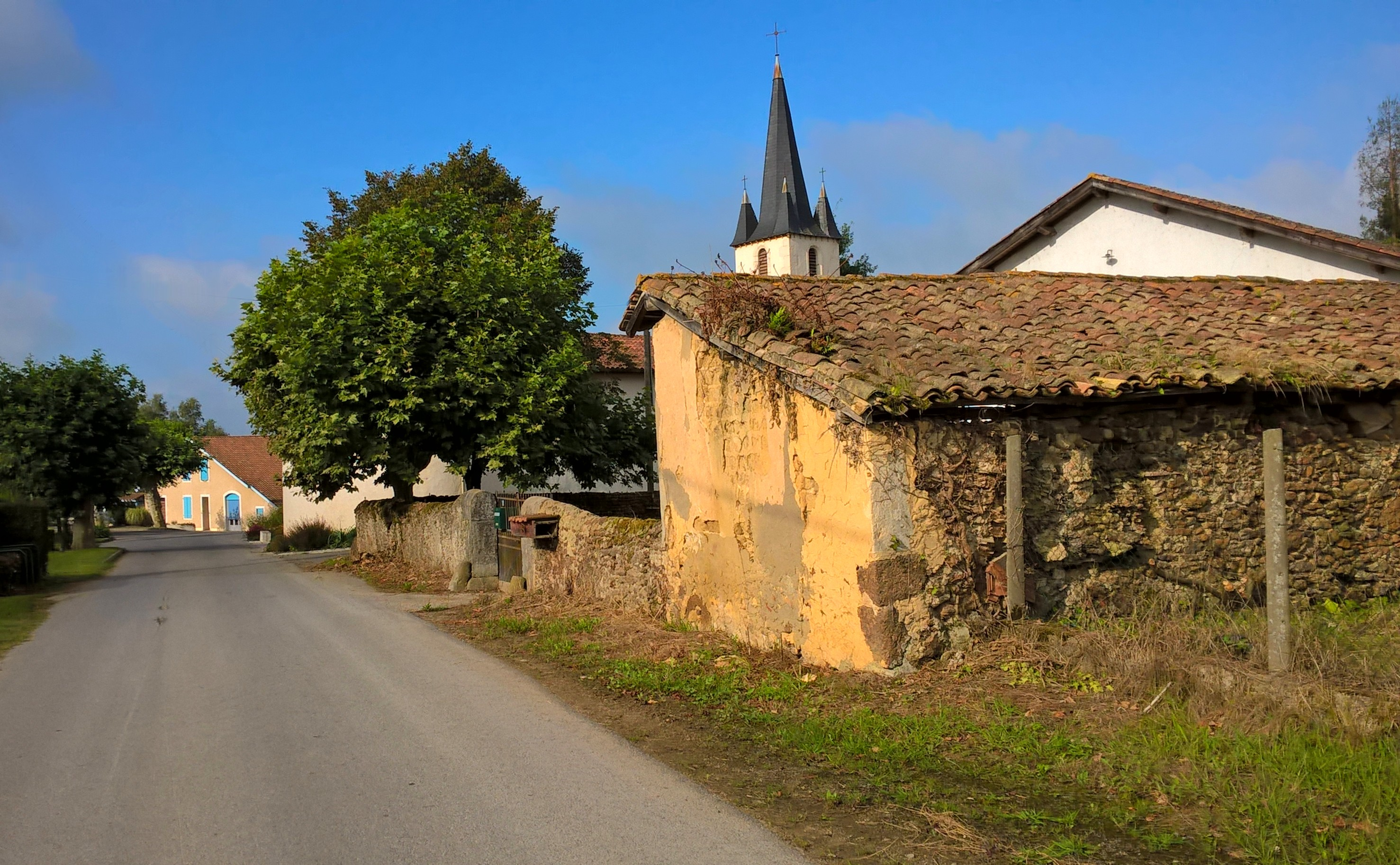
St-Girons en Béarn, architecture chalossaise.

Architecture traditionnelle : majorité de maisons fermières de style Basse-Chalosse (grand toit à double pente, grande porte cochère ouvrant sur le « sol » -espèce de grange-, porte façade avant et façade arrière, grenier). Peu de maisons de style béarnais (aspect massif, toit à forme trapézoïdale en tuile « picoune », sur rez-de-chaussée et étage ; espace habitation distinct de l'espace agricole).

### Patrimoine religieux

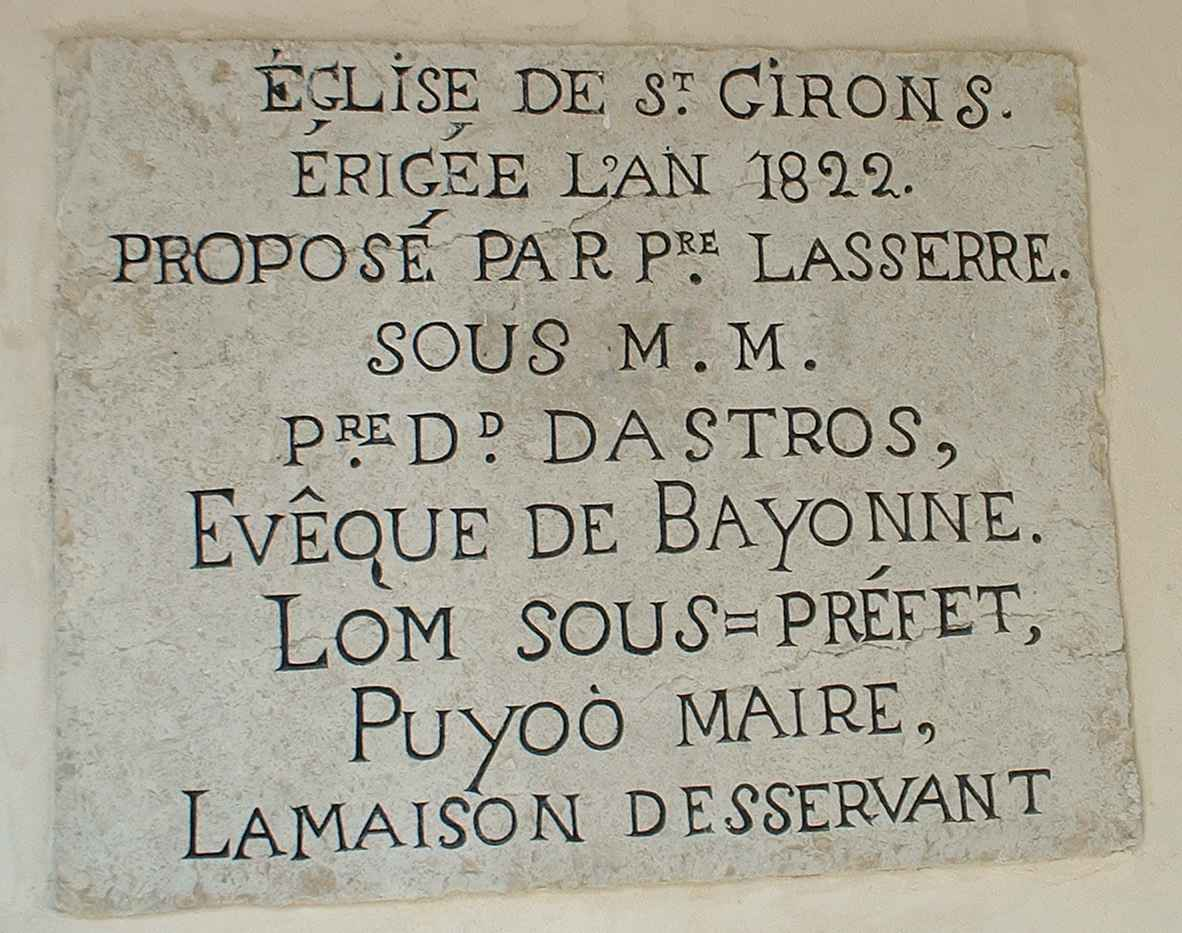
Plaque commémorative église de St-Girons en Béarn

Église paroissiale Saint-Marcel : (clocher et quatre clochetons), située actuellement sur la place et qui se trouvait autrefois (XIXe siècle) dans l'enclos du cimetière, entourée des tombes des habitants. Le mur de clôture de ce cimetière (prendre le petit chemin à la hauteur du monument aux morts et qui mène à un bas-fond), présente un arrondi qui correspondait au chœur de l'ancienne église, reconstruite à l'identique sur son emplacement actuel. L'intérieur est spacieux et clair. On doit une des rénovations du bâtiment au dernier titulaire de la paroisse Saint-Boës et Saint-Girons, l'abbé Canton, qui collabora généreusement de ses deniers aux travaux de rénovation des églises de sa double paroisse. L'église actuelle Saint-Matthieu a été construite en 1822.

## Équipements
La salle polyvalente, inaugurée en 2006, a pris le nom d'un ancien maire, instituteur, Georges Pétriat. Elle a été construite avec une forte participation bénévole du conseil municipal.